# Danielle Campbell
Danielle Campbell, född 30 januari 1995 i Chicago, Illinois, USA, är en amerikansk skådespelare. Hon är mest känd i rollen som Jessica Olsen i Disney Channels Starstruck. Även känd i The Originals.

## Filmografi

### Film
- The Poker House
- Starstruck
- Prom
- Madea's Witness Protection
- Race to Redemption
- F*&% the Prom
- Ghost Light
- Shrimp
- Being Frank

### TV
- Prison Break
- Zeke & Luther
- Drop Dead Diva
- The Originals
- Hell's Kitchen
- Runaways
- Famous in Love
- All American
- Tell Me a Story
- 2025 – The Waterfront (TV-serie)

### Musik videor
- "Better With You"